# Tibor Csernai
Tibor Csernai (Pilis, 3 december 1938 - Tatabánya, 11 september 2012) was een Hongaars voetballer  die als aanvaller speelde.
Hij kwam uit voor BVSC Boedapest, Ózdi Kohász en FC Tatabánya. Csernai speelde in 1964 in totaal vier wedstrijden voor het Hongaars voetbalelftal waarin hij zes doelpunten maakte en op de Olympische Zomerspelen 1964 de gouden medaille won.